# 维蒂库索
维蒂库索（義大利語：Viticuso），是意大利弗罗西诺内省的一个市镇。总面积21.05平方公里，人口389人，人口密度18.5人/平方公里（2009年）。ISTAT代码为060091。